# Otolelus ruficollis
Otolelus ruficollis là một loài bọ cánh cứng trong họ Aderidae. Loài này được Rossi miêu tả khoa học năm 1794.